# Hassan Mutlak
Hassan Mutlak (1961-18 de julio de 1990), en árabe حسن مطلك, es el novelista, poeta y pintor iraquí, considerado, por algunos de los intelectuales árabes, como el Federico García Lorca iraquí, que fue ahorcado por el régimen dictatorial de Saddam Hussein en 1990 por haber participado en un intento de golpe de Estado. Es el hermano del escritor y poeta Muhsin Al-Ramli.

## Biografía
Tenía tres hermanos y cinco hermanas. Estudió en Mosul pedagogía y psicología. Luego vivió en Kirkuk. En 1990 participó en una conspiración para derrocar al dictador Saddam Hussein, fue detenido, torturado durante seis meses y finalmente ahorcado. Su obra ha sido divulgada y traducida al español por su hermano, el hispanista Muhsin Al-Ramli. 

## Obra
Entre las obras de Hassan Mutlak se encuentran:
- Dabada (novela)[3]
- La fuerza de la risa en Ura (novela)[4]
- El amor es el correr sobre una pared (cuentos)[5]
- Alfa-Hassan-beto (cuentos)[6]
- El libro del amor… las sombras de ellas en la tierra (memoria de amores)[7]
- El ojo hacia dentro (diario)
- La escritura en pie (ensayo)
- Máscaras… Tú, la patria y yo (poemario)